# بطانة جديدة
يشير مصطلح بطانة جديدة (بالإنجليزية: Neointima)‏ عادةً إلى النسيج الندبي الذي يتشكل داخل بنى تشريحية أنبوبية مثل الأوعية الدموية، حيث أن الغلالة الباطنة هي البطانة الداخلية الأعمق لهذه البنى. البطانة الجديدة يمكن أن تتشكل نتيجة لجراحة الأوعية الدموية مثل رأب الأوعية أو وضع الدعامة. وهي في الحقيقة بسبب تكاثر خلايا العضلات الملساء مما أدى إلى ظهور البطانة المنصهرة.[بحاجة لمصدر]